# Elliott (Dakota del Nord)
Elliott è un centro abitato (city) degli Stati Uniti d'America, situato nella Contea di Ransom nello Stato del Dakota del Nord. Nel censimento del 2000 la popolazione era di 44 abitanti. La città è stata fondata nel 1883.

## Geografia fisica
Secondo i rilevamenti dell'United States Census Bureau, la località di Elliott si estende su una superficie di 0,40 km², tutti occupati da terre.

## Popolazione
Secondo il censimento del 2000, a Elliott vivevano 44 persone, ed erano presenti 10 gruppi familiari. La densità di popolazione era di 114 ab./km². Nel territorio comunale si trovavano 18 unità edificate. Per quanto riguarda la composizione etnica degli abitanti, il 93,18% era bianco, il 2,24% proveniva dall'Asia e il 4,55% apparteneva a due o più razze.
Per quanto riguarda la suddivisione della popolazione in fasce d'età, il 22,7% era al di sotto dei 18, il 15,9% fra i 18 e i 24, il 25,0% fra i 25 e i 44, il 27,3% fra i 45 e i 64, mentre infine il 9,1% era al di sopra dei 65 anni di età. L'età media della popolazione era di 35 anni. Per ogni 100 donne residenti vivevano 100,0 maschi.